# Setisquamalonchaea setisquama
Setisquamalonchaea setisquama är en tvåvingeart som först beskrevs av Leander Czerny 1934.  Setisquamalonchaea setisquama ingår i släktet Setisquamalonchaea och familjen stjärtflugor. Inga underarter finns listade i Catalogue of Life.